# 崆峒山法轮寺陀罗尼经幢
崆峒山法轮寺陀罗尼经幢，位于中国甘肃省平凉市崆峒区，为一个省级文物保护单位，类型为石窟寺及石刻。
崆峒山法轮寺陀罗尼经幢的历史年代为北宋。